# Гроссман, Марк Соломонович
Марк Соломонович Гроссман (22 января 1917 — 1 ноября 1986) — русский советский писатель, поэт и прозаик, редактор, военный корреспондент.

## Биография
Марк Гроссман родился 22 января 1917 года в Ростове-на-Дону в семье врача. В 1927 году Наркомздрав назначает его отца начальником врачебного отряда помощи голодающим в Среднюю Азию. Марк живет и учится в Ташкенте. В 1931 году приезжает на строительство Магнитогорского металлургического комбината. Учился в школе ФЗУ.
В Магнитогорске Гроссман написал первые стихи и рассказы, его принимают в городскую организацию писателей — литературную бригаду им. М. Горького. Работал в газете «Магнитогорский рабочий». В Магнитогорске он познакомился и подружился с Л. Татьяничевой, Б. Ручьёвым. В 1936 году окончил Магнитогорский педагогический институт, факультет русского языка и литературы и в течение года работал учителем в Анненской средней школе Челябинской области.
В 1937 году Гроссман переехал в Челябинск, работал корреспондентом газет. В 1938 году выходит его первая книга стихов «На границе».
С 1938 года Марк Гроссман служит в 1-й Московской пролетарской дивизии курсантом, затем командиром взвода. Выпускал полковую газету, руководил литобъединением дивизии. Сам Ворошилов вручил тогда Марку Гроссману знак «Отличник РККА». Участвовал в Финской и Великой Отечественной войнах как военный корреспондент и заместитель редактора во фронтовых газетах. Дважды ранен. Победу встретил в Берлине. Награждён двумя медалями «За отвагу», медалью «За боевые заслуги» и др.
После войны работал в Москве в редакции центральной газеты «Гудок».
В 1952 году Гроссман переезжает в Заполярье и возглавляет газету войск МВД. С 1953 года и до конца жизни работал в Челябинске, был членом редколлегии журнала «Уральский следопыт», редактором альманахов «Южный Урал», «Уральские огоньки», «Каменный пояс» (1974-1975). Три раза избирался секретарем Челябинской писательской организации.
Похоронен на Успенском кладбище.

## Творчество
Гроссман писал стихи, поэмы, рассказы, романы («Да святится имя твое!», «Камень обманка», «Годы в огне», «Капитан идет по следу»). Особое место в его творчестве занимает история и жизнь Урала. «Я горжусь, что имею отношение к этому краю сильных и добрых людей», — говорил писатель.
За поэму «Цыганок» по итогам Всесоюзного конкурса на лучшее произведение о делах милиции Марк Гроссман получил первую премию (1964).
Многие рассказы Гроссмана посвящены его детской страсти — голубям: «Как у нас появились голуби», «Почтовый 145-й», «Карьер — король голубей», сборник «Сердце турмана» и др.
Самая известная книга Марка Гроссмана — «Птица — радость: Рассказы о голубиной охоте» (1955). Первое издание открывалось предисловием В. Бианки, в котором он пожелал книге облететь весь мир. «Птица — радость» переведена на несколько языков, о ней положительно отзывались Александр Фадеев, Сергей Алексеев, Сергей Баруздин.
Для детей Марк Гроссман написал «Вечерние сказки сыну», которые он посвятил сыну Алёше, «Вокруг тебя» (стихи для маленьких). Подросткам предназначены его приключенческие книги «Тайна великих братьев», «Засада».

## Награды и признание
- орден Отечественной войны 1-й степени (11.03.1985)
- орден «Знак Почёта» (28.10.1967)
- 2 медали «За отвагу» (05.05.1943; 11.12.1943)
- медаль «За боевые заслуги» (09.06.1942)
- другие медали

## Произведения М. Гроссмана для детей
- На границе. — Челябинск, ОГИЗ, 1938. — 19 с., 20 000 экз.
- Птица — радость: Рассказы о голубиной охоте./ предисл. и послесл. В. Бианки. — Челябинск: Кн. изд-во, 1955. — 152 с., 15 000 экз. 
  - М., Детгиз, 1958. — 176 с., 100 000 экз.
  - Свердловск, Кн. изд-во, 1958. — 244 с., 30 000 экз.
  - Свердловск: Кн. изд-во, 1971. — 270 с., 100 000 экз.
- Тайна великих братьев: (Повесть. Для детей) — Челябинск: Кн. изд-во, 1957. — 94 с., 30 000 экз.
- Капитан идет по следу: (Рассказы). — Челябинск: Кн. изд-во, 1958. — 222 с.
- Мой друг Надежда: Рассказы и маленькие повести. — Челябинск: Кн. изд-во, 1958. — 262 с.
- Вокруг тебя. Стихи для дошк. возраста. — Свердловск, 1959. — 32 с., 35 000 экз.
- Сердце турмана: Рассказы и маленькие повести. — Челябинск: Кн. изд-во, 1962. — 412 с., 30 000 экз.
- Птица-радость. - М.: Детская литература, 1991. — 176 с., 100 000 экз.
- Орлик // Тропинка, 1997. — № 5
- Был Вова до этого просто проказник. Вот какой он — мой дружок. Веселый человек (Стихи). Непутевый. Кирюха (Рассказы) // Хрестоматия по литературе родного края. 1—4 класс. — Челябинск: «Взгляд», 2002.
- Избранное: Стихи, рассказы. Челябинск: 1999. — 495 с.
- Сердце турмана (Рассказ), стихи // Литература России. Южный Урал. Хрестоматия. 5—9 класс. — Челябинск: «Взгляд», 2002.
- Птица — радость: Сборник рассказов. — Челябинск: «Взгляд», 2002. — 493 с.

ПОЭЗИЯ. ОТДЕЛЬНЫЕ ИЗДАНИЯ
- Прямая дорога. — Челябинск, 1952. — 136 с., 3 000 экз.
- Ветер странствий. — Челябинск, 1960. — 128 с., 3 000 экз.
- Так бывало в наступленье : репортаж об уральцах [в стихах]. — Челябинск, 1961. — 48 с., ил., 7 000 экз.
- Цыганок : документ. повесть в стихах. — Челябинск, 1966. — 67 с., ил., 3 000 экз.
- Вдали от тебя. — Челябинск, 1968. — 114 с., ил. - 10 000 экз.
- Лирика разных лет : стихи. — Челябинск, ЮУКИ, 1974. — 142 с., ил., 5 000 экз.
- Строки на марше. - М., Современник, 1978. - 142 с., 10 000 экз.
- Синева осенних вечеров. - Челябинск, ЮУКИ, 1981. - 144 с., 5 000 экз.

ПРОЗА. ОТДЕЛЬНЫЕ ИЗДАНИЯ
- Капитан идет по следу : рассказы. — Челябинск, 1958. — 224 с., 30 000 экз.
- Мой друг Надежда : рассказы и маленькие повести. — Челябинск, 1958. — 262 с., 30 000 экз.
- Живи влюблен : рассказы. — Челябинск, 1962. — 176 с., 30 000 экз.
- Гибель гранулемы : повесть. — Челябинск, 1963. — 224 с., 50 000 экз.
- Веселое горе -любовь : повести и рассказы. — Челябинск, 1966. — 592 с., 50 000 экз.
- Засада: повесть. — Челябинск, 1975. — 128 с., 15 000 экз.
- Камень-обманка : роман. — Челябинск, 1978. — 464 с. - 15 000 экз.
- Да святится имя твое : роман. — Челябинск, 1983. - 496 с., 30 000 экз.
- Годы в огне : роман. — Челябинск, 1987.  — 496 с., 30 000 экз.

ПУБЛИКАЦИИ В ПЕРИОДИЧЕСКИХ ИЗДАНИЯХ И СБОРНИКАХ

9. Зима. // Магнитогор. Пионер. — 1933. — 12 янв. — [Первая публикация стихов М. Гроссмана].

10. В поисках темы // За Магнитострой литературы. — 1933. — № 1. — C. 17.

11. Письмо на Родину // За Магнитострой литературы. — 1933. — № 2. — С 18.

12. Песня о коне // За Магнитострой литературы. — 1933. — № 3. — С. 28.

13. Рассвет // За Магнитострой литературы. — 1934. — № 1. — С. 20.

14. Письмо сталевара Железнова В. Молокову // За Магнитострой литературы. — 1934. — № 5. — С. 21.

15. Песенка о соловье // Магнитогор. рабочий. — 1935. — 30 мая.

16. Совершеннолетие // Магнитогор. комсомолец. — 1935. — 30 июня.

17. Песенка о Нине //Ленинские искры. — 1937. — 11 июля.

18. Когда дети спят // Ленинские искры. — 1938. — 1 янв.

19. Речь столяра Медведева на предвыборном собрании ; Дрозд // Стихи и проза : альм. — 1938. — № 2. — С. 6-8; 180—182.

20. Гроза в лесу // Стихи и проза: альм. — 1938. — № 3. — С. 17-18.

21. Рождение стиха ; Болезнь ; Предок // Стихи и проза : альм. — 1938. -№ 4. — С. 124—126.

22. Май // Челяб. рабочий. — 1938. — 1 мая.

23. На границе : отрывок из поэмы // Челяб. рабочий. — 1938. — 12 окт.

24. На границе : поэма // Ленинские искры. — 1938. — 23 окт.

25. Я буду пограничником // Красный воин. — 1939. — 6 янв.

26. Наш отряд // Стихи и проза: альм. — 1939. — № 5. — С.171.

27. Дальняя дорога // За боевую подготовку. — 1939. — 1 мая.

28. Лагерные стихи // Красный воин. — 1939. — 26 мая.

29. Дальняя дорога // Комсом. правда. — 1939. — 3 июля.

30. Лагерные стихи // Ворошиловец. — 1939. — 9 июля.

31. Моей Отчизны слава // Красный воин. — 1939. — 18 авг.

32. Дрозд // Ворошиловец. — 1939. — 16 сент.

33. Проводы // Красный воин. — 1939. — 28 сент.

34. Так он умер // Красный воин. — 1939. — 12 окт.

35. Встреча // Ворошиловец. — 1939. — 20 окт.

36. Сталинский закон ; В далеком походе ; Отчий край ; Хочу, чтоб в час сражения ; Походная песня // В далеком походе : боевая лирика, песни, частушки. — Вып. 1. — М.,1940. — С. 3, 7-9, 19, 21, 33.

37. Человек воинских походов ; Встреча ; Лида ; Ночь перед боем ; Наш полк ; На поле сражения ; Так он умер // В далеком походе. — Вып. 3. — М, 1940.

38. В бой ; Лыжные частушки // Мы с песнями шли на врага : сб. стихов. — Действующая армия (Карельский фронт), 1940.

39. Друзьям // Красный воин. — 1940. — 1 янв.

40. На лыжи! // Во славу Родины. — 1940. — 6 янв.

41. Болтун ; Паникёр-нытик.// Во славу Родины. — 1940. — 24 янв.

42. Пулеметные частушки // Во славу Родины. — 1940. — 24 янв.

43. Ночь перед боем // Красный воин. — 1940. — 18 апр.

44. Лыжный рейд // Красный воин. — 1940. — 16 нояб.

45. Песня про военную службу // Красный воин. — 1940. — 17 нояб.

46. Стихи о безымянных летчиках // Красный воин. — 1940. — 15 дек.

47. Ночь перед боем // Октябрь. — 1941. — № 2. — С. 117.

48. На бой священный, товарищи // За Родину. — 1941. — 11 июля.

49. Славным бойцам // За Родину. — 1941. — 23 июля.

50. Мужество // За Родину. — 1941. — 25, 28 июля.

51. Наши врачи // За Родину. — 1941. — 29 июля.

52. Родная земля //Октябрь. — 1941. — № 7-8. — С. 6-7.

53. Штыковая атака // За Родину. — 1941. — 21 авг.

54. Шестая батарея // За Родину. — 1941. — 12 сент.

55. Почтовый ящик // За Родину. — 1941. — 2 дек.

56. Шестая батарея // Красноармеец. — 1941. — № 21. -С. 19.

57. На бой священный, товарищи ; Штыковая атака ; Почтовый ящик ; Цветы ; Дом ; Шестая батарея ; Перед боем // За Родину. — 1941. — 31 дек.

58. Цветы // За Родину. — 1942. — 6 июня.

59. Земля // Мужество. — 1942. — 22 июня.

60. Ненависть // Мужество. — 1942. — 28 июня.

61. Победа // Мужество. — 1942. — 12 июля.

62. Дом // Красный гвардеец. — 1942. — 4 окт.

63. Земля // Красный гвардеец. — 1942. — 9 окт.

64. Цветы // Красный гвардеец. — 1942. — 10, 18 окт.

65. Почтовый ящик; На фашистскую гиену так наводят гигиену // Красный гвардеец. — 1942. — 7 нояб..

66. Блиндаж. Степану Щипачеву // Красный гвардеец. — 1942. — 10 нояб..

67. Ненависть. Победа //Красный гвардеец. — 1942. — 11 нояб..

68. Подвиг // Красный гвардеец. — 1942. — 17 нояб..

69. Горит огнями ёлка фронтовая // В атаку. — 1943. — 1 янв.

70. Станица // В атаку. — 1943. — 27 янв.

71. Бессмертие // В атаку. — 1943. — 16 февр.

72. Мальчик // В атаку. — 1943. — 11 апр.

73. Поединок // В атаку. — 1943. — 26 мая.

74. Девичья песня об Илье Каплунове //В атаку. — 1943. — 4 июля.

75. Расплата // В атаку. — 1943. — 13 июля.

76. Может быть письмо тебя встревожит // Знамя победы. — 1943. — 7 нояб..

77. Небо // Знамя победы. — 1944. — 25 февр.

78. Мать // Знамя победы. — 1944. — 14 июля.

79. Солдат // Знамя победы. — 1944. — 12 авг.

80. Мать // Фронтовая правда. — 1945. — 7 апр.

81.Станица ; Могила танкистов // Сталинское задание. — 1945. — 10 июня.

82. В Берлине ; Дубок ;Благослови тебя, судьба //Сталинское задание. — 1945.- 14 окт.

83. Слава солдату // Сталинское задание. — 1945. — 4 нояб..

84. Мысли на досуге ; В Берлине // Красный боец. — 1945. — 23 нояб..

85. Мать ;Небо // Красный боец. — 1945. — 30 нояб..

86. Поединок // Красный боец. — 1946. — 7 апр.

87. Герой // Красный боец. — 1946. — 12 мая.

88. В окопе // Красный боец. — 1946. — 19 мая.

89. Беседа // Челяб. рабочий. — 1947. — 4 нояб..

90. На реке Ловати // Красный боец. — 1948. — 1 февр.

91. Родное имя // Фрунзевец. — 1949. — 26 янв.

92. Слово о машинисте // Транспортный рабочий. — 1949. — 31 июля.

93. Здесь Ленин был ; Слово о присяге // Звезда Востока. — 1950. — № 7. — С. 64-66.

94. Узбекский металлург ; Баллада о нашем детстве // Звезда Востока. — 1950. — № 12.. — С. 85-87.

95. Река ; Четвертый камень ; Великая стройка мира // Во имя мира : сб. стихов. Челябинск. — 1951. — С. 11 — 13; 31-34.

96.Узбекский металлург ; Баллада о нашем детстве // Молодой Узбекистан . — Ташкент, 1951. — С. 13, 44-47.

97. Не верьте тишине // Комсомолец Узбекистана. — 1951. — 24 мая.

98. В Кара-Кумах // Челяб. рабочий. — 1951. — 9 июня.

99. Слово о машинисте // Челяб. рабочий. — 1951. — 5 авг.

100. Городок строителей // Челяб. рабочий. — 1951. — 19 авг.

101. Великая стройка мира // Красный Курган. — 1951. — 25 авг.

102. На сжатом поле // Челяб. рабочий. — 1951. — 30 сент.

103. В колхозной лаборатории // За урожай. — Челябинск, 1952. — С. 11-12.

104. На огневой позиции ; Маленькая семерка ; Мастер домны ; Земляки // Люди сталинской Магнитки. — Челябинск, 1952. — С. 172—176.

105. Мастер домны // Уральск, современник . — 1952. — № 1. — С. 5-6.

106. На огневой позиции ; Магнитогорские дети // Челяб. рабочий. — 1952. — 13 янв.

107. Всадник у горы ; В Магнитогорском музее // Магнитогор. рабочий. — 1952. — 18 янв.

108. У горы Атач // Магнитогор. рабочий. — 1952. — 31 янв.

109. В колхозной лаборатории // Челяб. рабочий. — 1952. — 3 февр.

110. На огневой позиции ; Магнитогорские дети // Южный Урал : альм. . — 1952. — № 7. — С. 3-7.

111. Дальний путь // Челяб. рабочий. — 1952. — 24 сент.

112. В дороге // За Родину. — 1952. — 7 нояб..

113. В новогоднюю ночь // За Родину. — 1953. — 1 янв.

114. Над кроваткой дочери // Челяб. рабочий. — 1953. — 25 окт.

115. Река ; В солдатском зеркальце случайно ; Чем чувство больше ; Четвертый камень ; Над кроваткой дочери // Поэты Урала. — Челябинск, 1954. — С. 17-24.

116. В новогодние ночи // Челяб. рабочий. — 1954. — 1 янв.

117. Сказали мальчику в райкоме // Челяб. рабочий. — 1954. — 3 июля.

118. Не всякое вдохновение на пользу // Южный Урал : альм. — 1954. — № 11. — С. 169—170.

119.В ночь перед праздником // Челяб. рабочий. — 1954. — 6 нояб..

120. В степи // Челяб. рабочий. — 1955. — 4 сент.

121. Стихи // Комсомолец. — 1955. — 14 окт.

122. За шестьдесят девятой параллелью // Южный Урал : альм. — 1955. — № 12. — С. 89-96.

123. Немало слов ржавеет на веку ; В такую ночь не спать, а бредить ; Дубок ; Сказали мальчику в райкоме // Южный Урал : альм. — 1955. — № 13-14. — С. 45-46.

124. Что сказал Павлику дядя Леня // Челяб. рабочий. — 1956. — 2 сент.

125. О дружбе // Сталинская смена. — 1956. — 2 сент.

126. Не печалься, Настенька // На Урале, в рабочем краю. — Свердловск, 1957. — С. 172—173.

127. О дружбе ; Березка ; Гравюра ; Дубок // Южный Урал : альм. — 1957. — № 1. — С. 95-96.

128. Владимир Ильич Ленин ; Незаметно движется планета ; Железная линия ;Идут ряды уральских коммунистов ; Не печалься, Настенька // Южный Урал : альм. — 1957. — № 2-3. — С. 3-8.

129. Всегда любимый // Челяб. рабочий. — 1957. — 22 апр.

130. Урал // Челяб. рабочий. — 1957. — 15 сент.

131. Крепость надежды и мира ; Баллада об уральском танке ; Не печалься, Настенька ; Город нашей молодости ; На границе города с долиною // Магнитогор. рабочий. — 1957. — 27 окт.

132. Ответ на вопрос ; Пятый день ; Время // Южный Урал литературный. — 1957, ноябрь.

133. Из фронтовой тетради ; Рассказ о случае, происшедшем в дивизии полковника Штыкова с тремя журналистами 31 декабря 1941 года // Челяб. рабочий. — 1957. — 31 дек.

134.Мне нужен мир ; Сказали мальчику в райкоме // Земля родная : сб. стихов. — Челябинск, 1958. — С. 3, 251.

135. В минуты раздумья // Южный Урал : альм. — 1958. — № 2 . — С 14-19.

136. Поединок // Челяб. рабочий. — 1958. — 14 февр.

137. Баллада об уральском танке ; Шел в Россию батальон // Челяб. рабочий. — 1958. — 21 февр.

138. Веселый человек ; Маленькая Валенька // Челяб. рабочий. — 1958. — 12 апр.

139. Наше знамя // Челяб. рабочий. — 1958. — 22 апр.

140. С днём рождения, Юбиляр! :стихи к 40-летию газеты «Челябинский рабочий» // Журналист : бюл. Челяб. отд-ния Союза журналистов. — 1958. — 6 мая.

141. Разговор с английским офицером // Челяб. рабочий. — 1958. — 9 мая.

142. Слово о Южном Урале ; Красавица // Челяб. рабочий. — 1958. — 15 июня.

143. Своей доволен я судьбою // Огонек. — 1958. — № 29. — С. 24.

144. За границей ; Птичий разведчик // Уральские огоньки. — 1958, № 10 . — С. . 96, 104.

145. В пути ; Земляк ; Все из синего льда // Урал. — 1959. — № 1. — С. 94-95.

146. Вот какой он — мой дружок ; Два Петра ; Был брюзга // Уральские огоньки. — 1959. — № 1. — С. 29-31.

147. К солнцу // Челяб. рабочий. — 1959. — 8 янв.

148. Слава нашему солдату ; На заставе ;Земляк // Магнитогор. рабочий. — 1959. — 22 февр.

149. Марион // Челяб. рабочий. — 1959. — 29 марта.

150. Рабочему классу // Челяб. рабочий. — 1959. — 5 апр.

151. Слава нашему солдату // Челяб. рабочий. — 1959. — 9 мая.

152. Мы в юности искали взглядом ; Ты пишешь коротко и зло ; Все, как прежде ; В детстве жили мы и этак // Урал. — 1959. — № 8. — С. 109—110.

153. Черты бессмертные его: [стихи, посвященные открытию памятника В. И. Ленину] //Челяб. рабочий. — 1959. — 7 нояб..

154. Треть века // Челяб. рабочий. — 1959. — 29 нояб..

155.Треть века // Магнитогор. рабочий. — 1959. — 29 нояб..

156. Люди большой высоты: [поэтический репортаж со стройки Магнитогорского стана «2500»] // Челяб. рабочий. — 1960. — 10 апр.

157. Рабочие люди : Поэтический репортаж со стройки Челябинского стана «2300» // Челяб. рабочий. — 1960. — 15 мая.

158. Люди большой высоты // Уральск. следопыт. — 1960. — № 7. — С. 7-12.

159. Разрыв : поэма // Комсомолец. — 1960. — 28 авг.

160. Цыганок : главы из документ. повести в стихах // Челяб. рабочий. — 1960. — 4 сент.

161. Солдаты хлебного фронта : поэма // Челяб. рабочий. — 1960. — 9, 23 сент.

162. Мамаша воспитывает // Челяб. рабочий. — 1960. — 30 окт.

163. От меня в твои края : песня// Челяб. рабочий. — 1960. — 13 нояб..

164. На какие деньги // Челяб. рабочий. — 1960. — 20 нояб..

165. Цыганок : главы из поэмы // Челяб. рабочий . — 1961. — 5 февр.

166. От меня в твои края // Комсомолец. — 1961. — 19 февр.

167. Идем в завтра : поэтический репортаж с Коркинского разреза коммунистического труда // Челяб. рабочий. — 1961. — 19, 21, 22, 23 февр.

168. Крепость надежды и мира : песня о Магнитогорске // Комсомолец — 1961. — 2 апр.

169. В Берлине в начале мая 1945 года // Комсомолец. — 1961. — 23 апр.

170. Идем в завтра // Уральск. следопыт. — 1961. — № 6. — С. 17-23.

171. На бой священный, товарищи ; В тот час, когда крыльцо родное // Комсомолец. — 1961. — 21 июня.

172. Иногда и я ругаю память ; Все, как прежде // День уральской поэзии. — Свердловск, 1962. — С. 26- 28.

173. Ленин ; На заставе ;Солдат ;В палатке // Красный боец. — 1962. — 4 февр.

174. Иногда и я ругаю память ; Все, как прежде // Урал. — 1962. — № 9. — С. 55-56.

175. Мы говорили людям "Ленин // Комсомолец. — 1963. — 21 апр.

176. Добрые люди : глава из повести в стихах «Цыганок» // Челяб. рабочий. — 1963. — 2 июня.

177. Цыганок : главы из документальной повести в стихах // Челяб. рабочий. — 1963. — 20 окт.

178. Друзьям ; Муза // Челяб. рабочий. — 1964. — 11 окт.

179. Цыганок : отрывок из документальной повести в стихах // Уральск, новь. — 1965, февраль. — С. 2.

180. Рассказ о случае с тремя журналистами // Уральск . следопыт. — 1965. — № 5. — С. 21.

181. От людей не скрывая ;С совестью своей наедине // Уральск. новь. — 1965, ноябрь. — С. 10.

182. Был бы добрый я да богатый ; По бережку иду тишком ; Ах, бесконечные потери // Комсомолец. — 1967. — 15 янв.

183. Из Крымской тетради: Не пожалеете ; Целует рядом милых кто-то ; Память о родной стороне // Челяб. рабочий. — 1967. — 17 янв.

184. Край синих скал: Коктебель ; Северяне ; Чер¬тишь, чертишь знаки на бумаге ; Знакомства быст¬рые, как выстрел ; Прощание // Уральск. новь. — 1967, апрель. — С. 11.

185. Солдат играет на баяне // Челяб. рабочий. — 1967. — 16 апр.

186. Память сердца: Еще в быту штабные карты ; Шел на родину солдат ; Видно, так судьба связала нас ; Реквием // Уральск. новь. — 1967, май. — С. 8.

187. Счастливый берег // Челяб. рабочий. — 1967. — 18 июня.

188. Край синих скал // Крымская правда. — 1967. — 23 авг.

189. России, поэзии, любимой ; Мой дед Павел // Уральск. новь. — 1967, ноябрь. — С. 3.

190. Мир ночей — и таинство, и чудо ; России, поэзии, любимой ; Ты плакал, ошибался и дерзал ;Тишина… тишина… тишина // Сов. Зауралье. — 19681. — 6 янв.

191. Сказки детства ; Наша судьба // Челяб. рабочий. — 1968. — 27 янв.

192. Вдали от тебя ; Ветеран ; Окопные строки ; Ты звал на подвиг, трубач ; Я хочу тебя живую целовать ; В окопе, в поле ;Солдат // Челяб. рабочий. — 1968. — 14 февр.

193. Начало. Борису Ручьеву // Челяб. рабочий. — 1968. — 25 февр.

194. Поэзия ; Врачам // Челяб. рабочий. — 1968. — 26 мая.

195. Писатели в отставку не уходят ; Ищи любви ; В бурю ; В детстве просто все // Челяб. рабочий. -
1968. — 23 нояб..

196. Свидание ; Мы рано вышли на дорогу ; Что жизнь, лишенная горенья ; Не печалься, Настенька ; Все, как прежде ; Вьюги стон // Поэты литбригады. — Челябинск, 1969. — С. 138—142.

197. Ильичу: За рубежами, в годы боя ; Гвардия равняется на Ленина ; Нас носили штормы в Ледовитом // Челяб. рабочий. — 1969. — 9 февр.

198. Рабочему классу Урала ; Море берег таранит прибоем ; Был бы ярый я, как когда-то ; Уже за окнами светает // Веч. Челябинск. — 1969. — 13 февр.

199. Горизонт горел, как факел // Челяб. рабочий. — 1969. — 23 февр.

200. На заставе ; Не верьте тишине // Челяб. рабочий . — 1969. — 22 марта.

201. Доводилось слышать мне // Комсомолец. — 1969. — 2 авг.

202. Доводилось слышать мне // Магнитогор. рабочий. — 1969. — 11 окт.

203. Из цикла «Твоя книга»: Увереньям ходячим не верю ; Отгорел закат над синью ; Намедни муза изменила мне // Челяб. рабочий. — 1969. — 7 дек.

204. Год бессмертного Ильича // Челяб. рабочий. — 1970. — 1 янв.

205. Горизонт горел, как факел : посвящается Ивану Стаднюку // Красный боец. — 1970. — 21 марта.

206. Гвардия равняется на Ленина ; Горизонт горел, как факел ; Лисицы лаяли за баней ; Намедни муза изменила мне // Урал. — 1970. — № 5. — С. 75-76.

207. Ленинский век // Сов. Россия. — 1970. — 7 июня.

208. В недели доброго подъёма ; Я люблю компании без фальши ; Осины синие, босые ; Пусть их шепчутся и судачат ; Мороз рубцует, будто лезвие ; Бесчувствие укачивает душу // Челяб. рабочий. — 1970. — 9 авг.

209. Железная линия ; Баллада об уральском танке ; Рабочему классу Урала // Урал синекрылый. — Челябинск, 1971. — С. 22, 86-88, 105—107.

210. Память ; Девичья песня о моряке ; Вошли в станицу наши танки // Челяб. рабочий. — 1971. — 23 фев.

211. Слава нашему солдату // Веч. Челябинск. — 1971. — 8 мая.

212. Да будет ваше имя свято ; Мальчик на дороге ; Девятого мая в Берлине // Челяб. рабочий. — 1971. — 9 мая.

213. Многое отпето и забыто ; В ожогах вся, в рубцах земля ; Война гремит еще в Европе ; Почтовый ящик // Веч. Челябинск. — 1971. — 22 июня.

214. На плоской площади Версаля ; Нас качают научные смерчи ; Мне порою мерещится чудо ; Иду по первой тропке // Челяб. рабочий. — 1972. — 21 мая.

215. Стихи разных лет: Огонь воспитывал железо ; Каменеют воробьи ; Дорогая, перестань сердиться ; Вошли в станицу наши танки ; По дороге метельной ночью // Веч. Челябинск. — 1972. — 24 июля.

216. Песня об Южном Урале // Веч. Челябинск. — 1972. — 16 сент.

217. Поэзия // Челяб. рабочий. — 1972. — 1 окт.

218. Из лирической тетради: И мы живем, забыть не в силах ; Видно, так судьба связала нас ; Седина // Челяб. рабочий. — 1972. — 24 дек.

219. Мальчикам великой войны // День поэзии.1973. — М., 1973. — С. 60.

220. Бабий век ; Когда-нибудь, в итоге долгих лет ; Может быть, угомониться лучше ;Я сижу у синей реч¬ки ; Я издали любил вас. Издали // Веч. Челябинск. — 1973. — 9 янв.

221. Мальчикам великой войны ; Убралась зима // Челяб. рабочий. — 1973. — 14 янв.

222. Случай на Эйфелевой башне ; Мадонна ; Буд¬ни // Челяб. рабочий. — 1973. — 15 апр.

223. За морями синими далеко ; У Байкала легкими ночами ; В студеный сон вороний // Веч. Челябинск. — 1973. — 26 апр.

224. На ржавце, на воде стоячей ; Я лежу у форштевня, на баке ; Я на судах заморских плавал ; Нет, обиды не возьму на душу // Веч. Челябинск. — 1973. — 15 дек.

225. "Когда-нибудь, в итоге долгих лет ; На ржавце, на воде стоячей // Лит. газ. — 1973. — 26 дек. — С. 7.

226. Воспоминание // Веч. Челябинск. — 1974. — 19 янв.

227. Сам себе и бог, и сатана // Веч. Челябинск. — 1974. — 16 марта.

228. Ко мне зашел собрат заезжий // Челяб. рабочий. — 1974. — 30 марта.

229. Баллада о павших солдатах // Челяб. рабочий. — 1974. — 9 мая.

230. На земле не выбирают родин ; И вечные пишите письмена ; Хорошо в глаза твои глядет // Челяб. рабочий. — 1974. — 26 мая.

231. Реквием ; Солдат играет на баяне ; Мальчикам великой войны // Красный боец. — 1974. — 2 июня.

232. Все впереди. И слава, и награда ; Меня щадили пули на войне // Челяб. рабочий. — 1974. — 22 июня.

233. Берегите стариков ; Язык — у камня, и язык — у стога // Веч. Челябинск. — 1974. — 13 июля.

234. Прости, учитель, если можно ; Сеет изморозью осень ; В окоп упал снаряд громами // Веч. Челябинск. — 1974. — 28 авг.

235. Все впереди. И слава, и награда ; Меня щадили пули на войне ; У землянок в три наката ; Помню // Каменный пояс : лит.-худ. и обществ.-полит. сб. — Челябинск, 1975. — С. 24-26.

236. Была поэзия, как отчим ; Слушайте космические знаки ; Меня щадили пули на войне ; В окоп снаряд упал громами ; В студеный сон вороний // Уральск, новь. — 1975, март. — С. 6.

237. Помню // Челяб. рабочий. — 1975. — 11 мая.

238. Приглашение // Лит. Россия. — 1975. — 12 сент. — С. 2.

239. Ветераны : песня уральских добровольцев // Челяб. рабочий. — 1975. — 21 сент.

240. Земли немая нищета ; Ржавеет каска на могиле ; Баллада об уральском танке ; В окопе, в поле ; Эка вьюга, эка скука ; Маки просыпаются в районе ; Мальчикам великой войны // Поэты Урала : антология в 2-х т. — Свердловск, 1976. — Т. 1. — С. 400—407.

241. Мы на дне окопчика уснули ; Былое зарубцуется на коже // Челяб. рабочий. — 1976. — 22февр.

242. Пожелание ; Пусть им снятся тайны океана // Веч. Челябинск. — 1976. — 27 марта.

243. У землянок в три наката // Челяб. рабочий. — 1976. — 16 мая.

244. Ворчишь порой, ночами мучась // Веч. Челябинск. — 1976. — 28 авг.

245. В семье уральской // Веч. Челябинск. — 1976. — 21 окт.

246. Баллада о любви // Челяб. рабочий. — 1976. — 19 дек.

247. "Ржавый дым и ожог жнивья // Урал. — 1977. — № 1. — С. 8-9.

248. Разговор с сыном // Комсомолец. — 1977. — 22 янв.

249. Рассвет ; Песня о коне // Магнитогор. рабочий. — 1977. — 22 янв.

ПЕРЕВОДЫ
250. Абдулхамид А. Сестре / пер. с уйгур. М. С. Гроссмана // Южный Урал : альм. — 1954. — № 11. — С. 138.

251. Багван X. С Востока ; Новому миру : пер. с уйгур. М. С. Гроссмана // Южный Урал : альм. — 1954. — № 11 .- С. 130.

252. Басити К. Мир победит ; Женщинам Китая ; Пиши, поэт : пер. с уйгур. М. С. Гроссмана // Южный Урал : альм. — 1954. — № 11. — С. 131, 139.

253. Бахтияр. Наше желание : пер. с уйгур. М. С. Гроссмана // Южный Урал : альм. . — 1954. — № 11. — С. 132—133.

254. Гухари Ш. Мое слово : пер. с уйгур. М. С. Гроссмана // Южный Урал : альм. — 1954. — № 11. — С. 135.

255. Иминова Ф. Растем : пер. с уйгур. М. С. Гроссмана // Южный Урал : альм. — 1954. — № 11. — С. 137.

256. Татлик А. Армия — герой : пер. с уйгур. М. С. Гроссмана // Южный Урал : альм. — 1954. — № 11. — С. 135.